# حکومت پلیسی (فیلم ۲۰۱۵)
«حکومت پلیسی» (انگلیسی: Police State (2016 film)) فیلمی در ژانر علمی–تخیلی است که در سال ۲۰۱۶ منتشر شد.